# Obbialeeuwerik
De obbialeeuwerik (Spizocorys obbiensis) is een zangvogel uit de familie Alaudidae (leeuweriken).

## Verspreiding en leefgebied
Deze soort is endemisch aan de kust van zuidelijk-centraal Somalië.

## Status
Er is maar weinig over deze vogel bekend. Op de Rode lijst van de IUCN heeft deze soort daarom de status onzeker.